# Friedrich Maximilian Klinger

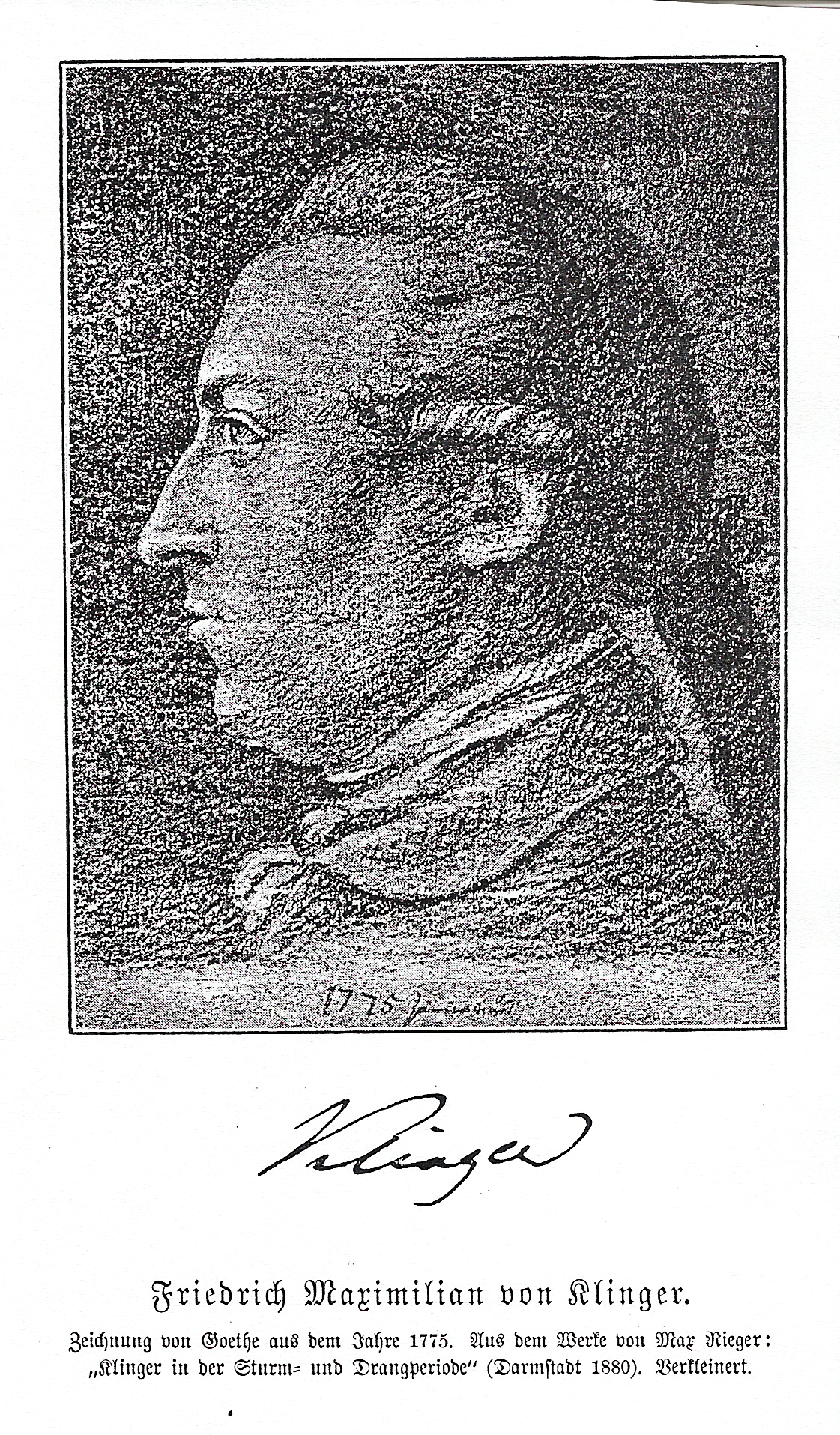
Friedrich Maximilian Klinger nach einer Kreidezeichnung von Johann Wolfgang von Goethe

Friedrich Maximilian Klinger, ab 1780 von Klinger (* 17. Februar 1752 in Frankfurt am Main; † 25. Februarjul. / 9. März 1831greg. in Dorpat, Gouvernement Livland, Russisches Kaiserreich) war ein deutscher Dichter und Dramatiker. Sein Drama Sturm und Drang, eines der „merkwürdigsten Werke der Weltliteratur“, wurde namensgebend für die gesamte literarische Strömung der Geniezeit.
Klinger, der in kaiserlich-russischen Diensten hohe Ämter im pädagogisch-militärischen Bereich bekleidete, leitete unter anderem das Kadettenkorps und das kaiserlich-russische Pagenkorps. Er hatte fernerhin maßgeblichen Anteil an der Elementarschulreform. Zuletzt war er Kurator der Kaiserlichen Universität Dorpat. Er trug mit dem Orden des Heiligen Georg den ranghöchsten kaiserlich-russischen Verdienstorden.
Mit Kaiserin Maria Fjodorowna von Russland, über deren Vater Friedrich Maximilian Klingers gesellschaftlicher Aufstieg anfangs gelang, pflegte er zeitlebens eine aufrichtige Freundschaft.
Als Schriftsteller schuf Klinger ein Stück Literaturgeschichte. Jedoch besteht eine Diskrepanz zwischen der literarischen Bedeutung von Klingers Werken und seiner fast in Vergessenheit geratenen gesellschaftlichen Rezeption. Dabei beeinflusste Klinger viele Literaten, so beispielsweise seinen Zeitgenossen, den weltberühmten Friedrich Schiller oder Georg Büchner, von dem Klingers Einfluss letztlich Bertolt Brecht erreichte.

## Leben

### Herkunft und Familie
Friedrich Maximilian Klinger war das zweite Kind des aus Pfaffen-Beerfurth im Odenwald stammenden Müllersohns Johannes Klinger (1719–1760) aus dem seit 1483 in Beerfurth belegten Müllergeschlecht Klinger, der das ehrbare Schneidergewerk bei seinem weitaus älteren Schwager, dem Hof-Schneidermeister des Grafenhauses Erbach erlernt haben dürfte. Als Jäger in adeligen Diensten kam Klingers Vater nach Frankfurt am Main und ließ sich als Konstabler bei der städtischen Artillerie anwerben. Im März 1750 heiratete er in zweiter Ehe die Tochter eines mittellosen Sergeanten, Cornelia Margareta Dorothea Fuchs (*1728–1800).
Der väterliche Großvater Friedrich Maximilian Klingers war laut einschlägigen biographischen Lexika der mit seinem Sohn gleichnamige Mühlenbesitzer und Schmied Johannes Klinger (1671–1743) aus Pfaffen-Beerfurth, der 1740 ebendort die Schulmeisterstelle versah. Diese Angaben sind durch die Familiengeschichtsforschung im hessischen Odenwald mit direktem Bezug zur Familie Klinger bestätigt.
Klinger, der ursprünglich in die Vereinigten Staaten wollte, um dort eine militärische Laufbahn einzuschlagen, hatte in seiner agnatischen Familie nach Pennsylvania immigrierte Verwandte. Zu diesen gehörte sein Cousin dritten Grades Johann Philipp Klinger (1723–1811), Gründer von Klingerstown. Dessen Tochter Elizabeth Klinger (1756–1820) war mit dem gleichnamigen Enkel des Diplomaten John Conrad Weiser verheiratet. Weisers Cousins waren der General Peter Muhlenberg, der erste Sprecher des Repräsentantenhauses Frederick Muhlenberg und der Theologe Henry Muhlenberg.

### Biografie
Friedrich Maximilian Klinger erhielt seine Vornamen nach dem Patenonkel Friedrich Maximilian von Lersner (* 1735; † 1804). 1760 starb Klingers Vater, der vom Militär beurlaubt als Ordonnanz des Frankfurter Bürgermeisters sowie kaiserlichen Rats Friedrich Maximilian von Lersner diente, bevor er die ihm zugedachte Stellung als Verwalter des Leinwandhauses antreten konnte. Seine Mutter Cornelia Margareta Dorothea geb. Fuchs, Kammerfrau am landgräflichen Hof zu Homburg, musste als Krämerin und Wäscherin den Sohn und die beiden Töchter ernähren. Obwohl Klinger in bescheidenen Verhältnissen aufwuchs, konnte er durch Förderung des Professors Zink das Frankfurter Gymnasium besuchen.

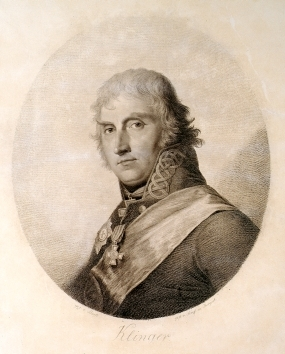
Friedrich Maximilian Klinger 1807

Bereits in Frankfurt knüpfte er ab 1772 Kontakte mit den Vertretern einer jungen Generation von Autoren, die sich um Goethe sammelten. Darunter fanden sich Jakob Michael Reinhold Lenz und Heinrich Leopold Wagner sowie andere Vertreter der Literatur. Seine Wohnung im Rittergässchen bot Raum für die Zusammenkünfte der Schriftsteller. Dank finanzieller Hilfe seines Jugendfreundes Goethe konnte er 1774 an der damaligen Ludwigs-Universität in Gießen ein Studium der Rechtswissenschaften beginnen.
Mit der Briefeschreiberin Albertine von Grün war Klinger ebenfalls bekannt. Albertine schwärmte für den jungen, schönen Friedrich Maximilian Klinger, der diese Schwärmerei nur kurzzeitig erwiderte. An Ludwig Julius Friedrich Höpfner schrieb Albertine von Grün über ihre Empfindungen für Klinger:

„Ob ich gleich keine Freundin von der Casuistik bin: so kann ich doch gewiß versichern, daß wenn Du und Klinger in gleicher Lebensgefahr wäret, und ich könnte nur einen von euch retten: so würde ich gewiß keinen Augenblick anstehen, Dich zu retten und ihn umkommen zu lassen. Aber alsdann würde ich mich auch ohne Bedenken nachstürzen.“

Nach ersten Erfolgen als Theaterautor entschloss sich Klinger 1776, die Universität zu verlassen und zunächst nach Weimar zu gehen. Nach dem bis heute nicht aufgeklärten Bruch mit Goethe, der auf Goethes Ungehaltenheit über Klingers Studienabbruch und sein unangemeldetes Erscheinen in Weimar zurückzuführen sein soll, schloss Klinger sich 1776 mit dem Manuskript seines neuen Stücks Sturm und Drang als Dramaturg der Schauspieltruppe Abel Seylers an. Goethe schrieb am 24. Juli 1776 über Klinger an Johann Heinrich Merck:

„Klinger kann nicht mit uns wandeln, er drückt mich, ich habs ihm gesagt, darüber er ausser sich war unds nicht verstund und ichs nicht erklären konnte noch mochte.“

Als der finanzielle Erfolg ausblieb, ließ sich Klinger von Goethes Schwager Johann Georg Schlosser im Bayerischen Erbfolgekrieg zum Militär anwerben und zog von Sommer 1778 bis Frühjahr 1779 durch Böhmen. Nach Beendigung des Krieges kehrte er zu seinem Freund nach Emmendingen zurück, in der Hoffnung auf ein neues Empfehlungsschreiben. Nach Fürsprache des Komponisten Philipp Christoph Kayser wurde Klinger 1779 in die Freimaurerloge Modestia cum libertate in Zürich aufgenommen.
Die Verbindungen Schlossers führten dazu, dass sich Friedrich Eugen von Württemberg mit persönlichem Einsatz bemühte, Klinger, der selbst in Mömpelgard vorstellig wurde, eine Stellung zu verschaffen. Des Herzogs Engagement für und freundschaftliches Interesse an Friedrich Maximilian Klinger legte den Grundstein für dessen phänomenalen Aufstieg in kaiserlich russischen Diensten. Diese Karriere begann im Marinebataillon und seit 1780 als Ordonnanzoffizier des russischen Thronfolgers, des Großfürsten Paul in Petersburg.
Klinger war zugleich als Vorleser von dessen Gattin Sophie Dorothee von Württemberg tätig, die eine Tochter seines Förderers, des regierenden Herzogs von Württemberg gewesen ist. Mit der Kaiserin verband Klinger zeitlebens eine aufrichtige Freundschaft.
Im Gefolge des Großfürsten unternahm er 1781 bis 1782 eine Europareise, die ihn durch Wien, Italien, Paris und Deutschland führte. Anschließend versuchte er sein Militärglück im Feldzug gegen die Türken, das angesichts der raschen Friedensverträge scheiterte. 1785 wurde er als Kadettenoffizier ins Petersburger Landkadettencorps, das spätere 1. Kadettenkorps, eingereiht, wo er Karriere als Militärpädagoge machte.
1787 heiratete Klinger die russische Adelige Elisabeth Alexandrowna Alexejewa, eine uneheliche Tochter des Fürsten Grigorij Orlow, die – im Gegensatz zur Angabe in der Neuen Deutschen Biographie – laut dem Genealogischen Handbuch der estländischen Ritterschaft aus der Verbindung Orlows mit Katharina II. hervorging.
Klingers Sohn Alexander war Stabskapitän und Adjutant des Kriegsministers Barclay de Tolly. Er starb 1812 unverheiratet und kinderlos mit 21 Jahren. Schillers Schwager Wilhelm von Wolzogen wusste gegenüber Eugen von Württemberg über Alexander von Klinger und dessen Vater Folgendes zu sagen:

„Wenn eines Mannes Sohn Adjutant beim Kriegsminister ist, wie der junge Klinger, so lässt ein Diplomat, sobald er mit dem Vater spricht, Napoleon gegen Barklay für einen Schuljungen gelten.“

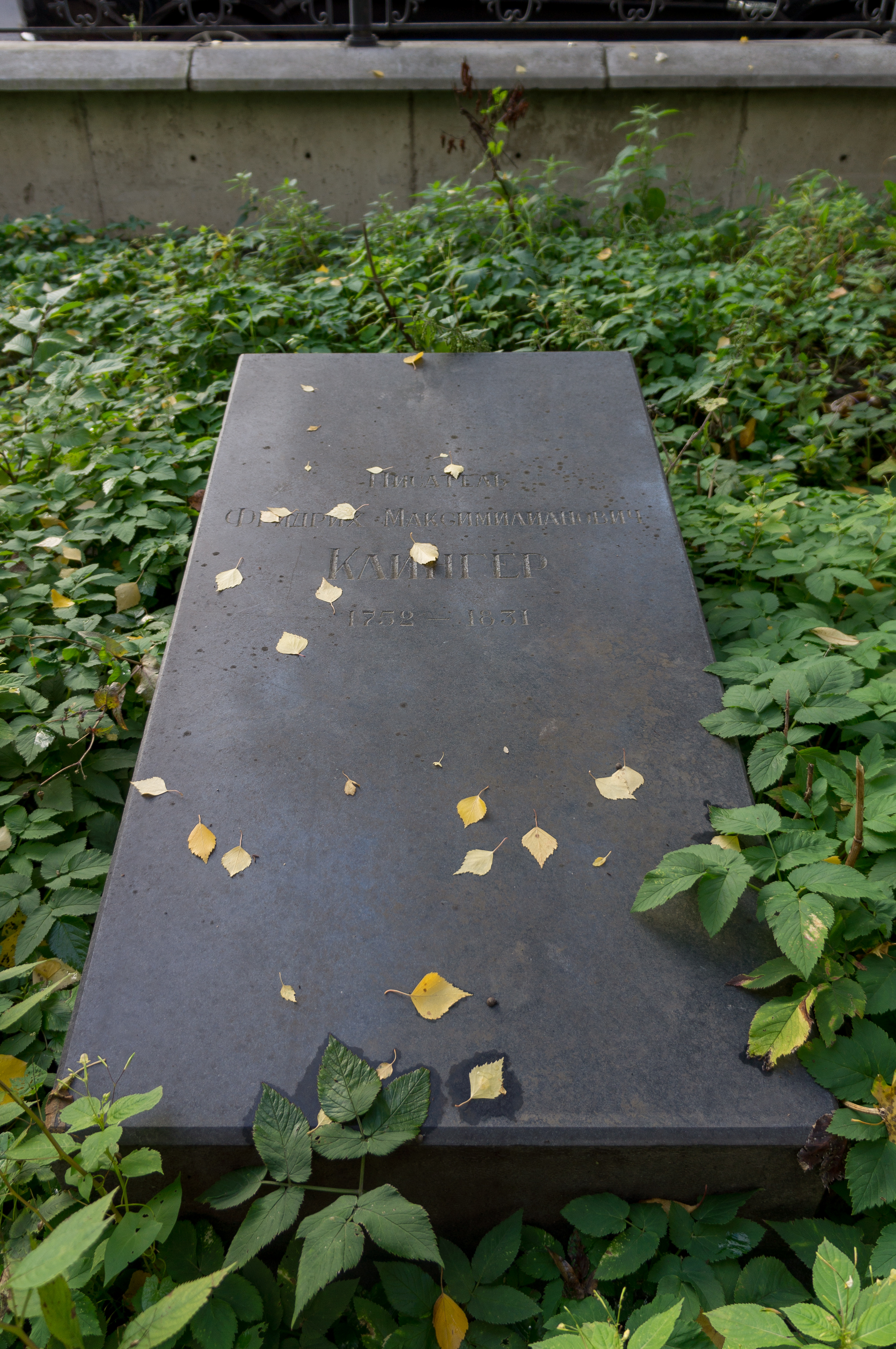
Ruhestätte des Literaten und kaiserlich-russischen Militärs Friedrich Maximilian Klinger

1801 wurde Klinger Generalmajor der Armee und Leiter des Kadettenkorps. 1802 wurde ihm die Leitung des Pagenkorps übertragen. Daneben diente er beim Ministerium für Volksbildung. Friedrich Maximilian Klinger hatte gewichtigen Anteil an der Reform der Elementarschulen im Baltikum.
Ab 1803 war er Kurator des Schulbezirks und der Universität Dorpat im heutigen Tartu in Estland, wo er unter anderem auch mit Karl Morgenstern und August Thieme in Kontakt kam. 1811 erreichte er noch den Rang eines Generalleutnants. Im Zuge der Restauration wurde er 1816 seiner Ämter enthoben. Daraufhin zog er sich aus dem öffentlichen Leben zurück. Klinger starb am 25. Februar 1831, acht Tage nach seinem 79. Geburtstag, in Dorpat.

Als Goethe die Nachricht von Klingers Tod erreichte, sagte er: 

„Das war ein treuer, fester, derber Kerl, wie keiner. In früherer Zeit hatte ich auch viele Qual mit ihm, weil er auch so ein Kraftgenie war, das nicht recht wusste, was es wollte.“

Friedrich Maximilian von Klinger liegt in Sankt Petersburg auf dem Alten Smolensker Lutherischen Friedhof begraben. Die seit 1780 entstandene, umfangreiche Privatbibliothek Klingers mit überwiegend humanistischer Literatur wurde 1844 von seiner Witwe der Universität Dorpat übergeben.
Klingers Großneffe Max Rieger fungierte als Biograph seines berühmten Großonkels Friedrich Maximilian von Klinger. Riegers Tochter Elisabeth war wiederum mit dem Unternehmer Emanuel August Merck aus der Darmstädter Familie Merck verheiratet.

## Bedeutung

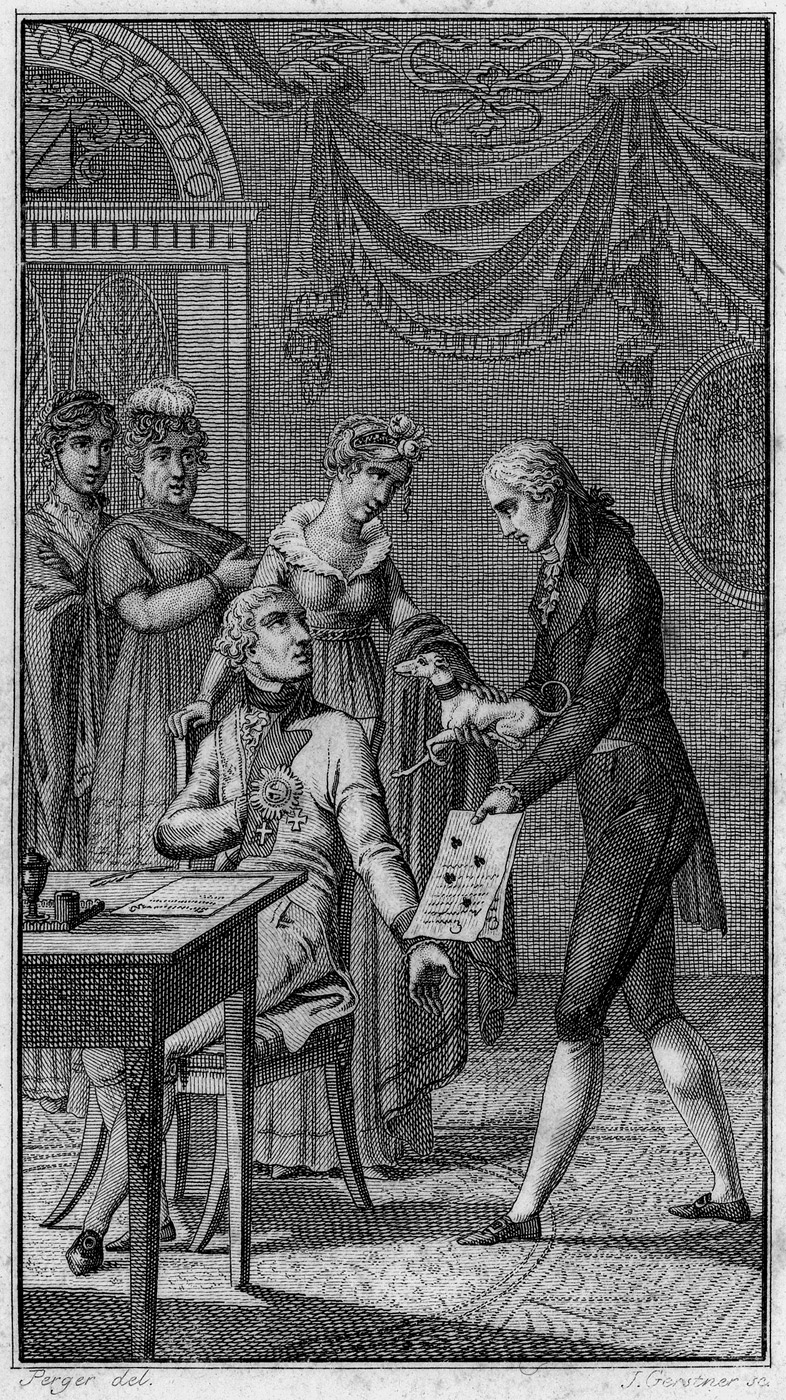
Illustration zu einem Werk Klingers

Klinger zählt zu den bedeutenden Dramatikern der literarischen Strömung Sturm und Drang. Sein der Epoche namensgebendes Schauspiel in fünf Akten kündigte zusammen mit weiteren Werken der 1770er die kulturgeschichtliche Epoche der Romantik an. Zunächst erschien das Drama 1776 jedoch als Der Wirrwarr. Erst auf Vorschlag Christoph Kaufmanns erhielt es den letztendlich der Genieperiode ihren Namen stiftenden Titel: Sturm und Drang. Weitere Werke der Geniezeit aus Klingers Feder sind Die Zwillinge und Simsone Grisaldo. In seinen Werken knüpfte er an dramaturgische Eigenheiten William Shakespeares und an philosophische Ansichten Jean-Jacques Rousseaus an. Sie beinhalten sowohl gesellschaftskritische als auch starke gefühlsorientierte Momente.
Ab etwa 1778 verfasste der Dichter unter anderem aus finanzieller Not eine Reihe von trivialen Romanen und Dramen, die Affinitäten zur Rokoko-Literatur aufweisen. In seiner späteren Schaffensperiode seit etwa 1785 orientierte er sich an den Regeln des französischen Klassizismus, die er mit den Idealen seiner Jugend zu versöhnen suchte. Repräsentativ für diese Zeit sind die Dramen Konradin, Der Günstling, die beiden Medea-Dramen und Damokles (1788).
Ab 1791 plante Klinger eine Dekade der philosophischen Romane, von denen lediglich acht vollendet und einer als Bruchstück überliefert wurden. Sie entstanden im Zeitraum 1791–1798. Faust’s Leben, Thaten und Höllenfahrt ist der bekannteste von ihnen. Klinger vereinigt in seinen philosophischen Romanen signifikante zeitgenössische Tendenzen in Literatur, Anthropologie und Philosophie und gilt somit als wichtiger Repräsentant der Spätaufklärung. In der kritischen Geschichts- und Gesellschaftsauffassung lehnt er sich besonders an Jean-Jacques Rousseau, aber auch an Voltaire und Immanuel Kant an.
Den Abschluss seiner Werke bildeten Betrachtungen und Gedanken über verschiedene Gegenstände der Welt und der Literatur, eine Sammlung von Aphorismen zu zeitaktuellen Themen. Klingers Betrachtungen finden sich in der umfangreichen Privatbibliothek Bertolt Brechts.
Klinger führte einen umfangreichen Briefwechsel mit Goethe, mit dem er 1811 die alte Freundschaft wieder aufnahm, und mit vielen, die ihn in Sankt Petersburg und Dorpat besuchten, darunter Fanny Tarnow, Johann Gottfried Seume und Ernst Moritz Arndt.
Nach dem Tod des französischen Aufklärers, Philosophen und Enzyklopädisten Denis Diderot wurde dessen Bibliothek an den Zarinnenhof überführt, so das bislang in Frankreich unveröffentlichte Manuskript des Neveu de Rameau von 1761, das Klinger in der diderotschen Bibliothek fand und als Abschrift zunächst dem Verleger Johann Friedrich Hartknoch in Riga anbot, der aber eine Veröffentlichung ablehnte.
Arno Schmidt würdigte Friedrich Maximilian Klingers schriftstellerische Leistung in seiner Erzählung Brand’s Haide und fordert dazu auf, Klingers Werke zu lesen, und zwar mit einer Unerbittlichkeit, wie sie nur die Inquisition in ihrem Vorgehen kannte. Der Germanist und Mitorganisator der Kafka-Konferenz, Pavel Reiman betrachtete Friedrich Maximilian Klinger als „einzigartiges Phänomen der Literaturgeschichte.“ Laut Reimann zählte Klinger darüber hinaus zu den größten Literaten der deutschen Nation, dessen literarisches Schaffen über die Titel seiner Werke hinaus allerdings nur der gelehrten Welt bekannt sind. Friedrich Maximilian Klinger reiht sich als hervorragender Schriftsteller neben Goethe und Herder ein.
Klinger hatte mit seinen Schauspielen eine große Wirkung auf die zeitgenössischen Dichter. Friedrich Schiller nannte Klinger als den Ersten, der unauslöschlich auf seinen Geist wirkte. Folgende Generationen zeigten sich ebenfalls beeinflusst. So Georg Büchner. Laut dem Germanisten Fritz Martini hatte Friedrich Maximilian Klinger über Büchner letztendlich sogar auf Bertolt Brecht Wirkung.

## Werke (Auswahl)
- Otto (Ritterdrama), 1775
- Das leidende Weib (Trauerspiel), Weygand, Leipzig 1775 (Digitalisat)
- Die Zwillinge (Trauerspiel in fünf Aufzügen), Logenmeister, Wien 1776 (Digitalisat)
- Die neue Arria (Trauerspiel), Mylius, Berlin 1776 (Digitalisat)
- Simsone Grisaldo (Schauspiel), Mylius, Berlin 1776 (Digitalisat)
- Sturm und Drang (Schauspiel), 1776. (Digitalisat der Reclam-Ausgabe von 1870)
- Szenen aus Pyrrhus Leben und Tod (dram. Fragment), 1776–1779
- Der verbannte Göttersohn (dram. Fragment), 1777
- Orpheus (Roman in 5 Teilen), Legrand, Genf 1778–1780 (Digitalisat Teil 1, Teil 2, Teil 3)
- Stilpo und seine Kinder (Trauerspiel), Thurneysen, Basel 1780 (Digitalisat)
- Prinz Seidenwurm (Lustspiel), Legrand, Genf 1780 (Digitalisat)
- Der Derwisch (Komödie), 1780
- Prinz Formosos Fiedelbogen und der Prinzeßin Sanaclara Geige (Roman), Legrand, Genf 1780 (Digitalisat Teil 1, Teil 2)
- Plimplamplasko, der hohe Geist, heut Genie (Satire, zusammen mit Lavater und Jakob Sarasin), 1780 (Digitalisat)
- Die falschen Spieler (Lustspiel), Kurzbeck, Wien 1782 (Digitalisat)
- Der Schwur (in der zweiten Fassung Der Schwur gegen die Ehe) (Lustspiel), entstanden 1782/83, gedruckt in Theater 1786–1787
- Elfride (Tragödie), Thurneysen, Basel 1783 (Digitalisat)
- Die Geschichte vom Goldnen Hahn (Roman), 1785 (Digitalisat)
- Konradin (Trauerspiel), entstanden 1784, gedruckt in Theater 1786–1787
- Der Günstling (Schauspiel), entstanden 1785, gedruckt in Theater 1786–1787
- Medea oder Das Schicksal (später in Medea in Korinth umbenannt) (Trauerspiel), entstanden 1786, gedruckt in Theater 1786–1787
- Aristodemos (Trauerspiel), entstanden 1787, gedruckt in Neues Theater 1790
- Roderico (Trauerspiel), entstanden 1788, gedruckt in Neues Theater 1790
- Damokles (Trauerspiel), entstanden 1788, gedruckt in Neues Theater 1790
- Die zwo Freundinnen (Lustspiel), entstanden 1788, gedruckt in Neues Theater 1790
- Oriantes (Trauerspiel), 1790 (Digitalisat)
- Bambino’s sentimentalisch-politische, comisch-tragische Geschichte (Überarbeitung des Orpheus), 1791
- Medea auf dem Kaukasus (Trauerspiel), 1791
- Fausts Leben, Thaten und Höllenfahrt (Roman), 1791 (Digitalisat und Volltext im Deutschen Textarchiv)
- Geschichte Giafars des Barmeciden (Roman), 1792–1794
- Geschichte Raphaels de Aquillas (Roman), 1793
- Reisen vor der Sündfluth (Roman), 1795 (Digitalisat)
- Der Faust der Morgenländer, oder Wanderungen Ben Hafis (Roman), 1797 (Digitalisat der Ausgabe 1810)
- Geschichte eines Teutschen der neuesten Zeit (Roman), Hartknoch, Leipzig  1798 (Digitalisat)
- Sahir, Eva’s Erstgeborener im Paradiese (Überarbeitung der Geschichte vom Goldnen Hahn), 1798
- Der Weltmann und der Dichter (Roman), Hartknoch, Leipzig 1798 (Digitalisat)
- Das zu frühe Erwachen des Genius der Menschheit (Romanfragment), 1803
- Betrachtungen und Gedanken über verschiedene Gegenstände der Welt und der Literatur, 1803–1805

Zwischen 1809 und 1816 erschienen in Königsberg seine gesammelten Werke (hrsg. von Nicolovius) und 1810 in Wien Sämmtliche philosophischen Romane in jeweils zwölf Bänden.

## Orden und Auszeichnungen
Friedrich Maximilian von Klinger war Ritter verschiedener hochrangiger kaiserlich-russischer Verdienstorden und trug deren Abzeichen in unterschiedlichen Ordensklassen.
- Ritter des kaiserlich-russischen Ordens des Heiligen und Rechtgläubigen Großfürsten Alexander Newski .
- Ritter des kaiserlich-russischen Ordens der Heiligen Anna , der 1. Klasse.
- Ritter des kaiserlich-russischen Ordens des Heiligen Wladimir , der 2. Klasse.
- Ritter des kaiserlich-russischen Ordens des Heiligen Georg , der 4. Klasse.

Die Verleihung aller Klassen der Orden des Heiligen Georg und des Heiligen Wladimir brachte die Erhebung in den erblichen Adelsstand mit sich, dessen Stand im Zarenreich Russland stets der des Dienstadels war. Mit der 4. Klasse des Ordens des Heiligen Georg war außerdem der Rang eines Obersten verbunden.